# Pinu, Buzău
Pinu este un sat în comuna Brăești din județul Buzău, Muntenia, România. Se află în zona de munte a județului.

## Istorie
Satul Pinu este atestat la 29 august 1582, într-un hrisov al lui Mihnea Turcitul (1577-1583) care „au dat cu a lui gură sfintei mănăstiri ce se cheamă Pinu, și au încheiat încă în zilele răposatului Radului-Vodă (...) ocină în Pâcleni” În Pinu a fost un schit, atestat documentar, în anul 1714, numit Pinul cel Mic. La "Izvorul Pinului" la o depărtare de aprox. 2 km. S-V, față de satul actual, a fost satul vechi, pînă prin anul 1800, când în urma unor alunecări masive de teren a fost distrus. Satul se afla în jurul Mănăstirii Pinul Mare, ctitorie voevodală a lui Matei Basarab (1647), lăcaș de cult de cărămidă zidit pe ruinele unui schit, ctitorit de "boernașii din Sărata" (Monteoru) În urma secularizării averilor mănăstirești a lui Cuza, terenurile deținute de mănăstirea de la Pinu au fost vândute unui număr de 86 de săteni, fiecărei familii revenindu-i 3 ha. de teren, în anul 1912. Locul se numește "Pe loturi", sau "la lot". Tot în acel an satului Pinu i se atribuie o nouă vatră în locul numit "Între căminuri", actualmente fiind satul Timoiu.